# Las cloacas de Interior
Las cloacas de Interior es un documental español publicado el 2017, dirigido por Jaume Roures y con guion de Jaume Grau, sobre las supuestas cloacas del Ministerio de Interior de España.
A mediados del 2016, Carlos Enrique Bayo y Patricia López investigan las prácticas ilegales del ministerio de Interior durante el mandato de Jorge Fernández Díaz, sacando a la luz unas grabaciones que incriminaban al jefe de la Oficina Antifraude y al entonces ministro del Interior.
El documental recoge el testimonio de los periodistas de Público, los cuales ya habían publicado artículos referentes a la llamada “Operación Cataluña” y habían denunciado las prácticas partidistas del Ministerio de Interior, para crear un documental de 80 minutos que esperaba alcanzar un impacto mediático mayor del que en su momento tuvo el artículo del diario Público. El documental cuenta con varios testigos: José Oreja (un sargento de la Guardia Civil), el exjuez Baltasar Garzón y los comisarios de la Policía Nacional Jaime Barrado y Marcelino Martín Blas.
Producido por Mediapro, se emitió por TV3, IB3, ETB2 y GolTV, consiguiendo en TV3 un share histórico del 31,5 %.
En marzo de 2018 el guionista Jaume Grau publicó un libro en catalán en el que ampliaba el contenido del documental. Su título: Les clavegueres de l'estat. Guerra bruta i corrupció a Espanya ('Las cloacas del estado. Guerra sucia y corrupción en España').
En el mismo aparece el político Xavier Trias, negando tener dinero de manera ilegal en el extranjero y presentándose como una víctima de una supuesta persecución por parte del gobierno español que habría fabricado pruebas falsas, aunque pocos meses después, debido a las revelaciones de los llamados papeles del Paraíso tuvo que reconocer que tanto él como otros miembros de su familia habían tenido dinero en Suiza.